# Allium eulae
Allium eulae är en amaryllisväxtart som beskrevs av Cory och Thaddeus Monroe Howard. Allium eulae ingår i släktet lökar, och familjen amaryllisväxter. Inga underarter finns listade i Catalogue of Life.